# Proyecto de conexión terrestre a través del Río de la Plata
Varios proyectos de conexión terrestre a través del Río de la Plata fueron evaluados por los gobiernos de la Argentina y el Uruguay, con el objetivo de erigir una vía para tránsito vehicular, ferroviario o de ambos tipos. Algunos de los posibles trazados fueron denominados puente Buenos Aires-Colonia, puente a Colonia, puente Colonia-Punta Lara, puente Carlos Gardel, puente del Mercosur, gran túnel del Río de la Plata, Túnel subfluvial Buenos Aires-La Colonia, entre otros. Si bien la mayoría de las propuestas conlleva la construcción de puentes, otras mencionan también a los túneles subfluviales como posible alternativa. El cuerpo acuático a atravesar entre ambas repúblicas es el Río de la Plata, un curso fluvial con características atípicas como anchura notable con escasa profundidad. Esto permitiría diseñar proyectos innovadores que se adaptasen específicamente a los particulares rasgos hidrográficos del río. El establecimiento de esta vinculación terrestre contribuiría al desarrollo de infraestructura, en consonancia con la voluntad política de profundizar los procesos de integración de los territorios al facilitar las comunicaciones, el tránsito de personas, el transporte de mercaderías y el comercio en general, entre ambas repúblicas y hacia terceros países, dentro o fuera del Mercosur. La megaobra aún no fue licitada debido a diversos factores, a pesar de los numerosos análisis de factibilidad realizados al respecto.

## Características de la traza definida

### Objetivos
Mediante esta obra se buscaba mejorar el tráfico vehicular, tanto de automóviles como del transporte de cargas, reduciendo notablemente la actual distancia terrestre entre las capitales de ambos países, Buenos Aires y Montevideo, ya que hoy el cruce terrestre más próximo es el Puente Libertador General San Martín, que une Puerto Unzué con Fray Bentos. Sería además un complemento para el desarrollo turístico y productivo de la región, al mismo tiempo que integraría el corredor bioceánico que comunica el sur de Brasil con las capitales uruguayas, argentina y chilena, así como el puerto de Valparaíso sobre la costa del Pacífico de ese país, es decir, la ruta São Paulo-Curitiba-Porto Alegre-Montevideo-Buenos Aires-Mendoza-Santiago-Valparaíso. Esta región es conocida como “la medialuna”, integrando las áreas de mayor dinamismo económico de la mitad austral del subcontinente. Mediante esta obra, los 570 km que actualmente separan por vía terrestre a Buenos Aires de Montevideo ser acortarían a solo 258 km.

### Estudios completados
Un consorcio de firmas internacionales ganó la licitación pública que se encargó durante 4 años de evaluar la viabilidad de la megaobra desde todos los aspectos. En la primera fase se analizó la ingeniería financiera sobre los probables costos económico-financieros evaluando cada traza propuesta, seleccionando la mejor de ellas, la denominada “Traza A” (Punta Lara-Punta de los Patos). En la segunda fase se efectuó un intenso análisis del impacto ambiental que provocaría tender la obra sobre esta traza y las formas de remediación y modos de atenuarlos. Se optó por la “Traza A” por presentar la mejor rentabilidad económica y financiera; por presentar superficies disponibles en cada cabecera para obradores y posteriormente para la instalación de áreas de servicios y de administración fronteriza, lo que redunda en que las cifras de las indemnizaciones por expropiación son mucho menores y por presentar fácil interconexión con ambas redes viales nacionales. Del lado argentino sería fácil que, sin atravesar ningún centro poblado, se la conecte con la red vial a través de la autopista Buenos Aires - La Plata. Además, posee en la cabecera de Colonia canteras que serían explotadas para obtener parte de los materiales para la construcción del puente. Otras cualidades son que es la que altera en menor medida el paisaje de Colonia manteniendo intactas sus cualidades turísticas, no afectando la vista del atardecer, quedando el grueso del tránsito (con su contaminación del aire y sonora) alejado del centro urbano; y por ser de todas la que discurre por la zona del río con menor deposición de sedimentos.
Si bien del lado argentino la franja costera es un área protegida, la zona de mayor biodiversidad (la más próxima al río) no sufrirá un gran impacto ya que el trazado allí correrá sobre un viaducto sobreelevado. Más hacia el continente, en el área inundable y despoblada se construiría el Centro de Control Fronterizo y otras instalaciones, las cuales ocuparán en total alrededor de 30 hectáreas.
El método constructivo consistía en fabricar elementos pre-moldeados en el obrador en tierra para luego transportados al lugar de destino.

### Plazos de construcción y costos
El plazo de ejecución estimado para su finalización fue de 4 años. 
El costo total de la obra cubre también los que se debería devengar por la construcción en ambas cabeceras de los enlaces, de los edificios donde se asentarían los servicios de aduana, de migraciones y de controles sanitarios, las expropiaciones, el montaje de señalética, los sistemas de iluminación, los equipos de auxilio y seguridad, etc. En 1977 se estimó en 400 millones de dólares. En 1998 el importe total de su construcción se consideró en el orden de los 1018 millones de dólares. En 2014 el costo se evaluó en 829 millones de dólares, una cifra sensiblemente inferior a los 1200 millones que se había llegado a estimar anteriormente.
En 1998 se calculó que el peaje generaría un total anual de 170 millones de dólares. El promedio diario de cruce fue estimado 3800 autos (cada uno pagaría un peaje de ida de 60 dólares), 80 autobuses (300 dólares ida) y 1120 camiones (de 200 a 220 dólares ida).

### Características
Este proyecto es un complejo de puentes carreteros y viaductos levantados a pocos metros sobre la superficie del Río de la Plata, un curso fluvial argentino-uruguayo de inusitada anchura. 
Si bien se postularon varias opciones de recorrido, el trazado finalmente escogido es el que une el paraje Boca Cerrada en las proximidades de la ciudad argentina de Punta Lara (partido de Ensenada), en el nordeste de la provincia de Buenos Aires —en el centro-este de la Argentina—, con la punta de los Patos (departamento de Colonia) —en el sudoeste del Uruguay—, saliente ubicada inmediatamente al este de la ciudad de Colonia del Sacramento antes de la desembocadura del arroyo Riachuelo junto a la punta Arana (situada frente al Aeropuerto de Colonia, el cual de realizarse debería ser trasladado), ya que allí el Plata presenta su menor distancia entre costas, solo 38 km, todos de aguas completamente dulces todo el año.
Las obras de la traza propuesta consisten en una ruta asfaltada de un mínimo de 41 km de extensión (o un poco más), 20 metros de ancho y dos vías por lado (separadas por barreras New Jersey), que circula en parte sobre viaductos de conexión, construidos con gálibos de 40 metros de largo posicionados a 8 metros sobre el nivel de las aguas (respecto al 0 del Riachuelo) a los que se agregan viaductos de aproximación, conformados por gálibos de 100 m de largo y altura variable. Los puentes serían 5, el primero es el denominado “Auxiliar”, se erigiría próximo a Punta Lara. No estaba contemplado originalmente pero se agregó a pedido de la Armada Argentina para ser destinado a la navegación costera y recreativa. Presentará una altura de 18 metros y un ancho de luz de 100 m.
Otros 3 puentes son denominados “secundarios” y están concebidos para que tengan gálibos de 200 metros de largo, dejando una luz de 32 m sobre las aguas medias del río. En el comienzo eran dos los puentes secundarios previstos, pero ante el pedido de la Armada del Uruguay se incluyó en el diseño un tercero. Finalmente, el puente principal, constituido por un gálibo de entre 400 y 550 m de longitud y una altura vertical sobre el nivel medio del Plata de 65 metros, aunque en el centro mismo la altura casi alcanzaría los 69 m a raíz de su estructura parabólica.
Este puente permitiría salvar la principal ruta fluvial del cruce, el canal de acceso al puerto de Buenos Aires, el cual inmediatamente al superar el punto donde se situaría el puente proyectado, se divide un ramal hacia el norte que pasa a llamarse canal Martín García y que luego permite el acceso al puerto de Nueva Palmira y el canal que se encuentra en el río Paraná Guazú, mientras que del canal de acceso posteriormente se desprende otro gajo que es denominado canal Emilio Mitre y que empalma con el canal de navegación que recorre el río Paraná de las Palmas. En el punto donde sería levantado el puente principal, el canal cuenta con una profundidad de 32 pies de calado.
Si la ruta tuviese una traza recta afectaría el cruce de las embarcaciones bajo los puentes; es por ello que se planificó que el trazado no sea del todo rectilíneo, habiendo sido necesario diseñársele algunas curvas que permiten ciertos cambios de dirección, los que posibilitan que llegue al cruce de los canales de navegación formando un adecuado ángulo de 90 grados respecto a estos.

## Historia del proyecto
A fines del siglo XIX el presidente argentino Domingo Sarmiento presentó el proyecto "Argirópolis"; el cual incluía tender puentes ferroviarios uniendo ambos países a través de la isla Martín García. En 1886 Buschental interesó a ambos gobiernos con unir las dos orillas. En 1887, la empresa Staudt propone la unión física mediante un puente ferroviario.
En 1913 el ingeniero Benigno Benigni presentó al Centro Nacional de Ingenieros de Buenos Aires un proyecto para unir Buenos Aires y Colonia mediante la construcción de una línea de ferrocarril eléctrico que partiendo desde una estación en el porteño Parque Lezama cruce bajo las aguas del Río de la Plata (luego de hacer lo propio bajo las del Riachuelo) dentro de un túnel subfluvial. Benigni, lo presentó preguntando: 

"¿No sería placentero salir por la mañana de Buenos Aires, ir a bañarse en las encantadoras playas de Pocitos o Ramírez y volver para el almuerzo o por la tarde a su casa?."

En 1920, el argentino Eduardo Castilla propone un puente que desde San Fernando pase por la isla Martín García y alcance la ribera uruguaya en la punta Martín Chico. Otros proyectos fueron de dos ingenieros: el argentino J. Villar y posteriormente, en 1941, el uruguayo Horacio García Capurro. El senador del Uruguay Eduardo Víctor Haedo fue un gran impulsor de esta conexión.
En el año 1972 fue creada la “Comisión Binacional Puente Buenos Aires-Colonia”, integrándola con funcionarios argentinos y uruguayos, para que comenzaran a estudiar la viabilidad del proyecto.
El proyecto logra un nuevo impulso al crearse la Comisión Administradora del Río de la Plata (CARP) mediante la aprobación, por parte de ambos congresos, del Tratado del Río de la Plata, firmado el 19 de noviembre de 1973.
En 1974, fue presentado al presidente uruguayo Juan María Bordaberry una propuesta para la construcción del puente que una Colonia con Buenos Aires por parte de la consultora Palmer and Baker Engineers Inc. Dos años después, los presidentes de ambos países destacaron la recopilación de información ya obtenida, en la preparación de un estudio de factibilidad para la construcción de dicho puente. En 1978 ambas cancillerías marcan el interés en la construcción del puente, al que se le adosaría un gasoducto. En 1984 el Partido Colorado se mostró favorable a la construcción del puente, incorporándolo al programa de gobierno.
En mayo de 1985, los por entonces presidentes de la Argentina y el Uruguay, Raúl Alfonsín y Julio María Sanguinetti, firmaron las notas reversales que marcaron el comienzo de los estudios básicos para la pre inversión. El 13 de diciembre de ese año, los cancilleres de la Argentina y del Uruguay, Dante Caputo y Enrique Iglesias respectivamente, firmaron el acta de constitución de la Comisión binacional del Puente Buenos Aires-Colonia (COBAICO). En 1987, la comisión binacional dio a conocer el estudio de prefactibilidad, en el que se concluye que la megaobra sería viable bajo ciertas condiciones, recomendando además que se realice un análisis de factibilidad.
El 27 de diciembre de 1991, los presidentes de los países del Plata, Carlos Menem y Luis Alberto Lacalle, firmaron la “Declaración de Punta del Este”, un acuerdo bilateral con el objetivo de que el 1 de julio de 1992 se llame a licitación internacional para realizar el estudio de prefactibilidad para la construcción de la obra, la que se iniciaría a fines del año 1994 y duraría 5 años. El llamado a licitación internacional para su construcción se haría bajo el régimen de “concesión de obra pública”.
Mediante una licitación internacional, en 1994 un consorcio obtuvo la adjudicación para la realización del estudio de factibilidad de la obra. Estaba conformado por Louis Berger International Inc. (área de transporte); Bear, Stearns & Co. (el estudio de la ingeniería financiera requerida) y Latham & Watkins (aspectos legales); a ellas se sumaron participaciones de algunas firmas argentinas y uruguayas. Estos especialistas, hasta 1998, coordinaron y encargaron para cada trazado estudios de ingeniería, cálculos económicos y las consecuencias ambientales que la obra depararía. El financiamiento para su funcionamiento, 7 millones de dólares, fue proporcionado mayormente por el Banco Mundial. El costo estimado de la megaobra rondaba los 800 millones de dólares.
El 20 de septiembre de 1996, Menem y Sanguinetti firmaron en Montevideo el tratado para su construcción, sobre la base de exclusiva inversión privada y sin garantías ni subsidios por parte de ambos estados. Se proyectó que el llamado a licitación sería en noviembre de 1997, las obras se iniciarían en mayo a agosto de 1998 y que para el año 2003 se daría el paso de los primeros vehículos.
El peaje podría ser cobrado durante 35 años (tomados desde el comienzo del diseño de la obra), y la tarifa se previó entre 75 y 100 dólares, con un tránsito de unos 6000 autos por día.  El concesionario sería el que triunfase en una licitación pública internacional. 127 empresas de 18 países demostraron interés en su construcción. Entre las compañías que compraron los pliegos para la precalificación, incorporándose al registro de participantes y con acceso al banco de información, se encontraba la empresa Buig, de origen francés, constructura del Eurotúnel que une Gran Bretaña con Francia. 
También se creó, con personería jurídica internacional, la "Comisión Administradora del Puente Buenos Aires-Colonia", encargada de gestionar todo lo relacionado con la conexión binacional. Esta misma encargó, a la consultora Louis Berger, analizar comparativamente las ventajas y desventajas de 5 trazas que se habían propuesto.
- Traza A. Punta Lara - Punta de los Patos (al este de Colonia) - 41 km
- Traza B. Avellaneda - Punta Hornos (al noroeste de Colonia) - 45 km
- Traza C. Avenida General Paz - Punta Hornos - 53 km
- Traza D1. Benavidez - Martín Chico - 51 km (en parte por el delta del Paraná)
- Traza D2. Dique Luján - Carmelo - 63 km (en parte por el delta del Paraná)

El 20 de agosto de 1999, la Asamblea General de Uruguay aprobó la propuesta. Menem propuso que la gigantesca obra se denomine: “Carlos Gardel”. La posibilidad de incorporarle una ferrovía fue finalmente desechada por su elevado costo. El fuerte empuje que parecía que había conseguido la iniciación de las obras de la estructura, pronto menguó ante las críticas de distintos sectores, no fue ratificado por el congreso y terminó pasando al olvido.
Para el año 2003, ambos estados ya había erogado 25 millones de dólares en diversos estudios, por lo que en 2005 Tabaré Vázquez anuló la parte uruguaya de la comisión (COBAICO). La parte argentina también fue disuelta, pero recién en enero de 2011. Solo para el período 1993-2002, informes de la Auditoría General de la Nación(AGN) de la Argentina señalaron que ese país gastó más de 20 millones de dólares en el funcionamiento de esa comisión, con el detalle de 12 392 745 en honorarios, 273 756 en almuerzos, 387 926 en artículos de librería, 431 992 en publicidad y 323 091 en gastos varios. El diputado argentino Héctor Polino presentó ante su congreso un proyecto de ley para desechar el tratado firmado en 1996 y optar por la traza Delta-Carmelo.
En 2013 el proyecto se reactivó al cerrarse un convenio privado del grupo Spadone con “China Dalian International Cooperation Group” (CDIG) el 9 de junio de ese año. La propuesta no se centró en el desarrollo de un puente exclusivamente carretero, el proyecto permitiría una conexión ferroviaria complementaria. El retorno de la inversión se acordó que sea mediante el sistema de concesión de obra pública, con el cobro de transitar por el complejo a los futuros usuarios por medio del sistema de peaje desde el comienzo de la explotación de la concesión. La inversión necesaria para realizar la obra sería asegurada por la garantía de soberanía; mientras se demuestre que el ejercicio económico es factible, únicamente los estados deberán fiscalizar y avalar que las obras se hagan. Pasados los 30 años del plazo convenido para construirla, la explotación del cruce pasará exclusivamente a manos de ambas repúblicas.

## Recorridos descartados

### Trazas desde la ciudad de Buenos Aires

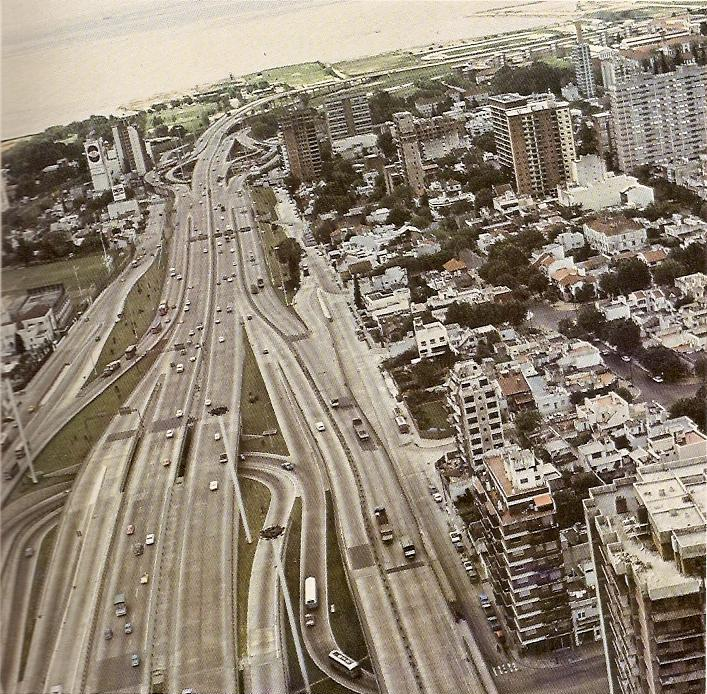
Vista de la autopista avenida General Paz, límite norte de la ciudad de Buenos Aires. La continuación de la misma hacia el río fue una de las cabeceras de esta proyectada conexión vial binacional durante la década de 1990, en lo que respecta al lado argentino.

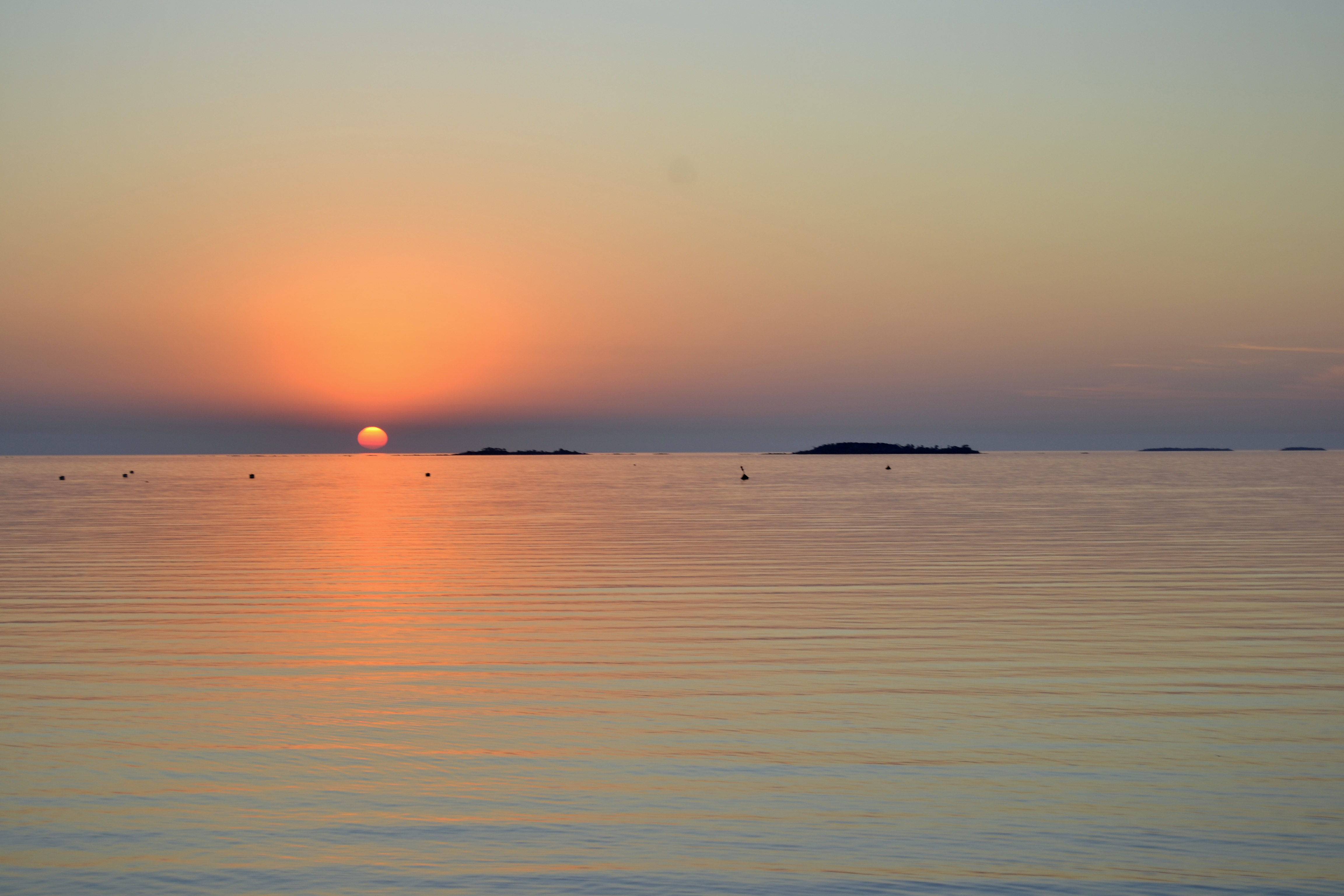
Una de las razones que se argumentó para desechar las trazas que llegaban a la costa uruguaya al oeste de Colonia es porque el puente afectaría las vistas del atardecer desde esa ciudad.

En la década de 1990 se publicó una propuesta de trazado que nacía del lado argentino en la proyección hacia el río de la autopista avenida General Paz –límite entre la ciudad de Buenos Aires y el partido bonaerense de Vicente López- y llegaba a punta Hornos (al noroeste de la ciudad de Colonia). Fue conocida como la “Traza C”, y tenía una longitud de 53 km. Fue descartada por los inconvenientes económico-técnicos que conllevaba, con menor rentabilidad económica-financiera respecto a la “traza A”; por trastornos en lo que respecta al ordenamiento territorial; porque llegaba a la cabecera argentina en un sector de fuerte congestión vehicular; por no contar con áreas disponibles para instalar el obrador y luego el centro de frontera, con elevadísimo costo de expropiaciones; por requerir la construcción de un by-pass a la ciudad de Colonia para desviar el enorme flujo vehicular con destino hacia el este; y porque impactaría paisajísticamente las perspectivas del río desde Colonia, especialmente al atardecer.
Como una variante a esta, se propuso en septiembre de 1992 trasladar la cabecera a la altura del Aeroparque Jorge Newbery, y adosarle al puente un desvío a los pocos kilómetros de la costa, el cual permitiría acceder a un aeropuerto a construirse -en una superficie naturalmente cubierta por las aguas- mediante el refulado de sedimentos extraídos de los canales de navegación y rellenos descartados desde las zonas urbanas de Buenos Aires; dicho proyecto de puerto aéreo fue conocido como la Aeroísla, a la cual sería trasladado el cercano Aeroparque.

### Trazas desde el conurbano bonaerense
Se estudiaron trazas que tenían cabecera argentina en el conurbano bonaerense y que entraban directamente al río. Una de ellas partía del lado norte de este, como una continuación hacia el río del Camino Parque del Buen Ayre, desde la costa del partido de San Isidro, del de San Fernando o de Olivos. Otras lo hacían del lado sur; por ejemplo, desde la punta Quilmes, en la costa del partido homónimo, junto a los barrios ribereños al sudeste de la ciudad de Quilmes. La traza con esta cabecera tendría una longitud de 45 km.
Otra era la “Traza B”, la que partía desde Sarandí, en el partido de Avellaneda y llegaba a punta Hornos (al noroeste de la ciudad de Colonia). Fue descartada por los inconvenientes económico-técnicos que conllevaba, con menor rentabilidad económica-financiera respecto a la “traza A”; por trastornos en lo que respecta al ordenamiento territorial; por estar las aguas costeras de Avellaneda fuertemente contaminadas; por requerir la construcción de un by-pass a la ciudad de Colonia para desviar el enorme flujo vehicular con destino hacia el este; y porque impactaría paisajísticamente las perspectivas del río desde Colonia, especialmente al atardecer.

### Trazas con túneles subfluviales
Se especuló que también podía evaluarse una ruta que circulara por un túnel subfluvial todo el trayecto (incluso el paso bajo el canal principal de navegación), o solo parcialmente, en este caso con un ruta que recorrería largos tramos hundidos en el lecho del río y que emergería a la superficie para montarse sobre puentes y así superar los canales que sirven al transporte fluvial, volviendo a circularse bajo la superficie en el siguiente tramo intermedio. La opción del túnel subfluvial era promovida desde el Uruguay por el senador Dante Irurtia. Tenía origen en el cruce subfluvial propuesto a principios del siglo XX: “El gran túnel del Río de la Plata”, la idea era que dentro de un túnel de 5 metros de diámetro interno circulara un tren de trocha angosta.
En la región ya se posee experiencia argentina desde hace décadas, obtenida mediante el Túnel subfluvial Raúl Uranga-Carlos Sylvestre Begnis, el cual, discurriendo sobre el lecho y a 32 metros por debajo del nivel medio del río Paraná conecta las redes de tránsito rodado de las riberas opuestas: la ciudad de Paraná (capital de la provincia de Entre Ríos) y la de Santa Fe (capital de la provincia de Santa Fe).
En parte del sector que recorre la traza Colonia-Punta Lara, comenzó a operar en noviembre de 2002 el “Proyecto gasoducto Cruz del Sur”, el que realiza el cruce del Plata con grandes tuberías tendidas sobre el lecho del río, correspondientes al “gasoducto Subfluvial Punta Lara – Santa Ana”.

### Trazas por el delta del Paraná
Otras de las opciones que fueron descartadas eran las que teniendo la cabecera argentina en el partido de Tigre llegaban al departamento de Colonia recorriendo la porción inferior del delta del Paraná bonaerense mediante una ruta construida sobre un terraplén refulado con su rasante vial ubicada en el nivel de + 6 m sobre el nivel del terreno natural. Según la consultora, la construcción de los terraplenes exigiría hacerlo con arena traída de otros lugares y utilizar drenes geotextiles verticales de 30 metros. Todos los cursos navegables que interceptaban se había previsto superarlos mediante la construcción de elevados puentes. Por ejemplo, el primero de ellos era el puente sobre el río Luján, para el cual se estipuló un gálibo vertical de 30 metros y 100 m de longitud de luz libre. Tendría puentes dos mayores, el que superaba al río Paraná de las Palmas y el que, finalmente, cruzaría el espejo del Río de la Plata, en un sector inicial de este.
En la “Traza D1” se partía desde Benavídez y se llegaba a la costa uruguaya en la zona de punta Martín Chico, pivoteando justo antes en la isla Martín García.
La llamada “Traza D2” partía desde la localidad de Dique Luján y atravesaba el Plata en un sector donde solo posee una anchura de 7 km entre la costa uruguaya y las islas del delta, llegando finalmente a la ciudad de Carmelo, luego de 63 km de marcha.
Ambas fueron desechadas, entre otras razones, por presentar una mayor distancia entre capitales, lo que reduciría su atractivo de demanda, haciendo el proyecto financieramente poco atractivo para el concesionario; por el impacto ambiental que significaría abrir al desarrollo económico intensivo zonas de gran biodiversidad que presentar poca intervención humana, lo que además de la fuerte oposición de organizaciones ecologistas y de la opinión pública, redundaría en dificultades a la hora de buscar internacionalmente apoyo financiero para construir el proyecto; las largas secciones de terraplenes transversales dificultarían el drenaje natural durante los periódicos eventos de grandes inundaciones; y debido al suelo pantanoso, la ruta tendría largos períodos de asentamiento hasta que logre alcanzar la fase de equilibrio. La traza D1 sumaba además el inconveniente que se debía construir un canal paralelo al recorrido del puente.

## Factores en contra
Si bien los análisis de factibilidad del proyecto estuvieron en etapas avanzadas, diversas circunstancias provocaron que aún no se haya llevado a cabo la construcción del puente, el cual se habría sumado a las tres conexiones terrestres existentes entre ambas repúblicas (Concordia con Salto —Puente Salto Grande—, Colón con Paysandú —Puente General Artigas— y Gualeguaychú con Fray Bentos —Puente Libertador General San Martín—). Como razones de oposición a la obra se mencionaron, entre otras: 
- El alto costo monetario que representaba (alrededor de 1000 millones de dólares);
- Cuestionamientos de organizaciones ecologistas por los daños ambientales que desencadenaría, con aumentos de sedimentación en la sección “endicada” (la occidental), y aterramientos y rápido desarrollo de islote acompañando los pilotes, lo que redundaría en cambios en el ritmo de los flujos de evacuación de los excesos hídricos de la gigantesca cuenca;
- Críticas por el impacto que tendrían los más de 3000 pilotes, los cuales se implantarían 15 m por debajo del lecho del río, profundidad que provocaría miles de rupturas de la napa freática salobre, que brotaría hacia la columna de agua, afectando a la ictiofauna dulceacuícola y a la provisión de agua potable donde se abastecen Buenos Aires y Colonia;
- Críticas de entidades de arquitectos e ingenieros, de la Armada y del Congreso argentinos;[29]
- Argumentaciones que señalaban que perjudicaría los principales puertos argentinos, ya que el mayor porcentaje de las cargas desembarcará en el puerto de Montevideo y luego ingresará a la Argentina utilizando el transporte terrestre por el puente;[29]
- La propia estructura del puente provocaría una peligrosa obstrucción para la navegación marítima, restando maniobrabilidad en caso de tormenta;[2]
- El comentario del Banco Mundial desaconsejando su construcción por la razón de no vislumbrar rentabilidad;[1]
- El impacto social que representaba comunicar una ciudad pequeña como Colonia (o Carmelo) con una megalópolis de 14 millones de habitantes),[30] previéndose que en los primeros 5 años de la construcción del puente el departamento de Colonia duplicaría su población;
- Objeciones de las Fuerzas Armadas del Uruguay ya que afectaría la seguridad interior al crearse un nuevo camino de aproximación (que se suma a los ya existentes en el oeste del país) con el agravante que estaría orientado directamente al centro de gravedad geopolítico del país;
- Varias crisis económicas que sufrieron ambos países (con fuerte devaluación de sus monedas);
- El recrudecimiento de un conflicto entre ambos países por la ubicación de plantas de celulosa, el cual afectó durante años las relaciones bilaterales;[31]
- Las empresas propietarias de los ferris que monopolizan el cruce fluvial hicieron oír sus quejas.[15]
- Oposiciones políticas internas en cada país;[32][33]
- Los rechazos de regiones de cada nación que no obtendrían las ventajas económicas que significa que el cruce se realice por su zona, por lo que presentaron propuestas alternativas que sí lo hacían,[34][35][36][37] las que tampoco terminaron por cuajar en la concreción de algún gran emprendimiento de interconexión;
- Presiones de las ciudades balnearias argentinas que se veían perjudicadas al vislumbrar que, ante el notable acortamiento de distancias, sería mucho mayor el porcentaje del flujo del turismo originado en Buenos Aires y alrededores que captarían las playas de la Costa de Oro y del litoral atlántico uruguayo.[20]
- Los productores del bajo delta bonaerense solicitaron que el trazado definitivo sea el que discurría por su zona, para facilitar el desarrollo económico de una enorme zona inaccesible por otro medio de transporte que no sea embarcado, amén de la revalorización de sus propiedades que el acceso terrestre traería aparejado;[15]
- Las provincias mesopotámicas se oponían ya que el puente desvalorizaría la ruta nacional 14 como eje del transporte de cargas terrestres del Mercosur.[15]

## Características ambientales
Ecorregionalmente, las aguas fluviales del Río de la Plata que serían atravesadas por cualquiera de los trazados propuestos para esta conexión se incluyen en la ecorregión de agua dulce Paraná inferior; mientras que los terrenos emergidos de sus márgenes se adscriben, en lo que respecta a su ribera argentina, en la ecorregión terrestre delta e islas del río Paraná y en el tramo en Uruguay a la sabana uruguayense.